# 에이지 오브 엠파이어: 로마의 부흥
《에이지 오프 엠파이어: 로마의 부흥》(Age of Empires: The Rise of Rome)은 1998년 발매된 마이크로소프트와 앙상블 스튜디오의 게임 에이지 오브 엠파이어의 확장팩이다. 기존의 고대 문명에 새로이 로마, 카르타고, 마케도니아, 팔미라를 추가하여 총 16개의 고대 문명이 게임에 등장하며 그 외에도 새로운 유닛과 기술을 추가함으로써 게임의 재미를 더했다. 로마의 부흥이라는 부제에 어울리게 캠페인 모드에도 로마의 건설에서부터 율리우스 카이사르의 전성기, 그리고 훈족의 침입까지 매우 폭넓게 다루었다.
또한 에이지 오브 엠파이어와 에이지 오브 엠파이어: 로마의 부흥의 합본작인 에이지 오브 엠파이어: 골드 에디션이 판매되기도 했었다.

## 같이 보기
- 에이지 오브 엠파이어
- 에이지 오브 엠파이어 시리즈